# Scirocco (Band)
Scirocco ist eine deutsche Beat-Band, die in den 1960er Jahren in der DDR gegründet wurde. Die Band wurde in der DDR viermal wegen Verbreitung westlichen Kulturgutes bzw. antisozialistischer Musik verboten.

## Geschichte
Die Geschichte der Gruppe Scirocco begann im Jahr 1964 mit der Gründung der Band Crazies durch Volker Thiele, die jedoch umgehend wegen „Verbreitung westlichen Kulturgutes und antisozialistischer Musik“ verboten wurde. Zusammen mit Hendryk Wendt musizierte Thiele unter dem Namen Tornados weiter. 1968 gründeten sie die Formation Hoermens. Dieses Mal wurden sie auf Lebenszeit verboten. Mit dem Vermerk, sie seien Antisozialisten, Staatsfeinde und Verbreiter westlicher Tendenzen, wurden sämtliche einschlägigen Institutionen der DDR unterrichtet.

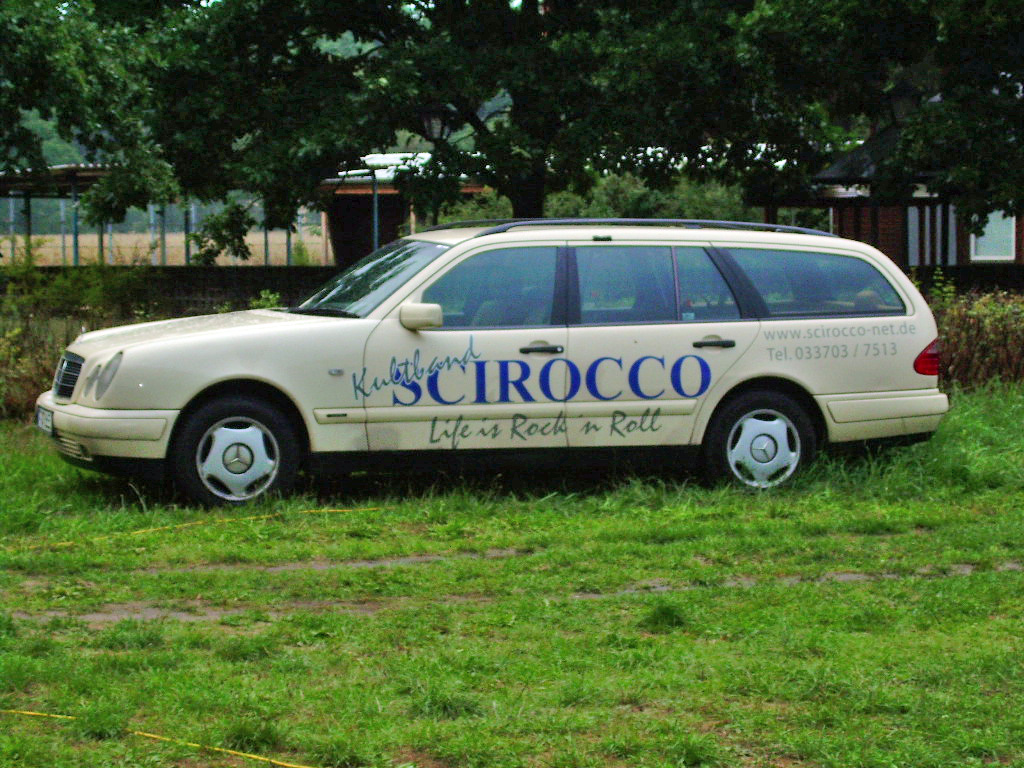
Scirocco im Juli 2008 am Helenesee

1970 folgten dann unter dem Namen Scirocco erstmals Aufnahmen beim Fernsehen der DDR. Das Lied Sagen meine Tanten wurde in der Sendung Die Notenbank ausgestrahlt. Dieses Lied machte die Band populär, so dass sie aufgrund des wachsenden Bekanntheitsgrades in der Bevölkerung offiziell wieder zugelassen wurde.
In der DDR wurde Scirocco eine der erfolgreichsten Musikgruppen. In den folgenden Jahren schlossen sich eine Vielzahl von Live- und Fernsehauftritten in der DDR an, aber auch im Ausland, etwa 1983 in der UdSSR, Ungarn, Rumänien und in der Tschechoslowakei.
Durch die vielen Konzerte und Tourneen, die die Band im In- und Ausland gab, waren Studioaufnahmen eher selten. Allerdings entstanden einige Rundfunkproduktionen.
Durch die Deutsche Wiedervereinigung endete der Erfolg der Band abrupt. Mangels Auftrittsmöglichkeiten kam ihr Wirken vorübergehend zum Stillstand. Es gab in dieser Zeit jedoch private Aufnahmen im Studio des ehemaligen Bassisten Pokrandt. Unter anderem komponierte Thiele hier auch einige Hymnen für Fußballclubs in und um Berlin.
Erst um 1994 startete Scirocco wieder mit Live-Auftritten. Es folgten Konzerte mit bekannten internationalen Beat-Bands wie den Lords, Sweet und Hollies. 2002 erschien das erste reguläre Album noch lang’ nicht vorbei.
Während dieser Zeit musste Hendryk Wendt die Band aus gesundheitlichen Gründen verlassen.
Im Jahre 2006 produzierte Scirocco dann neue Titel sowohl in englischer als auch in deutscher Sprache.

## Diskografie

### Singles
- Wenn die Klingel tönt / Man kann es erkennen (1973)
- Weiße Taube / Irgendwo in dieser Stadt (1977)
- Mexican Girl / Oh Carol (1978, Cover-Versionen)
- Fussball Hymnen (2012)

### Stücke auf Kompilationen
- Wege mit gutem Namen, 1972 (Hallo Nr. 1)
- Komm ich warte, 1972 (Rhythmus ’72)
- Sagen meine Tanten, 1972 (Hallo Nr. 3 und Superparty – Das Beste aus Hallo 1–12, Nova 1975)
- Mädchen am Morgen, 1973 (Hallo Nr. 8)
- Weiße Taube, 1978 (20 Original Beat Hits)
- Also Leute, stellt die Stühle hoch, 1979 (Rock+Pop 1’79)

### Alben
- Noch lang’ nicht vorbei (2002)
- Broken Man (2008)
- Mother Road (2012)